# كأس رابطة الأندية الإنجليزية المحترفة 2006–07
كأس رابطة الأندية الإنجليزية المحترفة 2006–07 (بالإنجليزية: 2006–07 EFL Cup)‏ هو الموسم رقم 47 من كأس رابطة الأندية الإنجليزية المحترفة. والمعروفة أيضًا باسم كأس كاراباو (بالإنجليزية: Carabao Cup)‏ لأسباب تتعلق بالرعاية. المسابقة مفتوحة أمام جميع الأندية المشاركة في الدوري الإنجليزي الممتاز و‌دوري كرة القدم الإنجليزية.
فاز تشيلسي باللقب، بعد فوزه على أرسنال 2–1 في النهائي.